# One Day at a Time (álbum)
One Day at a Time es el primer álbum de estudio de la cantante estadounidense Marilyn Sellars. Fue publicado en julio de 1974 a través de Mega Records. 

## Grabación y contenido
Las sesiones de One Day at a Time tuvieron lugar en los estudios de grabación de Jack Clement, en Nashville, Tennessee. Clarence Selman produjo el álbum y Charlie Talent se desempeñó como ingeniero de audio. One Day at a Time contenía diez canciones. El álbum incluyó temas escritas por músicos de country establecidos. Esto incluyó a Marijohn Wilkin y Kristoffer Kristofferson, quienes escribieron la canción que da nombre al álbum. One Day at a Time también incluía notas de álbum escritas por el músico Tom T. Hall.

## Lanzamiento
One Day at a Time fue publicado en julio de 1974 a través de Mega Records y se convirtió en el primer álbum de estudio de Sellars. Se publicó como un LP de vinilo y contenía cinco temas en cada lado del disco. A diferencia de sus álbumes de estudio posteriores, One Day at a Time logró posicionarse en el número 10 en la lista Hot Country LPs–convirtiéndose en su único álbum de estudio en posicionarse en las listas musicales.

## Promoción
El álbum incluía un sencillo que se convirtió en un éxito comercial. El sencillo principal, «One Day at a Time», fue lanzado en abril de 1974. La canción se convirtió en el primer gran éxito de Sellars, alcanzando el puesto número 19 en la lista Hot Country Singles.

## Recepción de la crítica
Un escritor no especificado de Record World declaró: “Hay mucho sentimiento country tierno en cada corte de este brillante álbum. Este es su primer LP y muestra una calidad de canto emocional que convierte a Marilyn en una artista a tener en cuenta durante mucho tiempo. Marilyn tiene un realismo vocal que brilla intensamente en cada pista”.

## Lista de canciones
| Lado uno |                                       |                                    |          |  |
| N.º      | Título                                | Escritor(es)                       | Duración |  |
| 1.       | «One Day at a Time»                   | Marijohn Wilkin Kris Kristofferson | 3:27     |  |
| 2.       | «How Is He»                           | Wilkin                             | 2:27     |  |
| 3.       | «The Rain's Got to Make a Living Too» | Hal Bynum                          | 2:45     |  |
| 4.       | «When I Said Goodbye»                 | Hillman Hall                       | 3:01     |  |
| 5.       | «California»                          | Chuck Rogers Don Devaney           | 2:44     |  |

| Lado dos |                                     |                 |          |  |
| N.º      | Título                              | Escritor(es)    | Duración |  |
| 1.       | «When He Loved Me»                  | Kristofferson   | 3:29     |  |
| 2.       | «Good Love (I Knew I'd Find You)»   | Hall            | 2:10     |  |
| 3.       | «Sing Me a Song (To Make Me Happy)» | Wilkin          | 2:54     |  |
| 4.       | «Burden of Freedom»                 | Kristofferson   | 3:36     |  |
| 5.       | «Friendship»                        | Clarence Selman | 2:46     |  |

## Créditos y personal
Créditos adaptados desde las notas de álbum de One Day at a Time.
Músicos
- Marilyn Sellars – voz principal
- David Briggs – piano
- Pete Drake – steel guitar
- Pete Wade – guitarra
- Ray Edenton – guitarra
- Billy Sandford – guitarra
- Jerry Carrigan – batería
- John C. Williams – bajo eléctrico
- Richard Farrell Morris – percusión
- The Jordanaires – coros
- Laverna Moore – coros
- Bergen White – coros

Personal técnico
- Clarence Selman – productor
- Charlie Talent – ingeniero de audio
- Bergen White – arreglos, conductor
- Jack L. Levy – director artístico
- Tom T. Hall – notas de álbum

## Posicionamiento
| Gráfica (1974)                             | Pico de posición |
| ------------------------------------------ | ---------------- |
| Estados Unidos (Billboard Hot Country LPs) | 10               |